# Lista dos deputados provinciais da 3.ª legislatura de Santa Catarina
Lista dos deputados provinciais de Santa Catarina - 3ª legislatura, anos 1840 e 1841.
| Nº | Deputado                                     |
| -- | -------------------------------------------- |
| 1  | Agostinho Alves Ramos                        |
| 2  | Agostinho Leitão de Almeida                  |
| 3  | Anacleto José Pereira da Silva               |
| 4  | Antônio Francisco da Costa                   |
| 5  | Antônio Joaquim de Siqueira                  |
| 6  | Antônio José de Melo                         |
| 7  | Estevão Brocardo de Matos                    |
| 8  | Filipe José dos Passos de Alencastre         |
| 9  | Fernando Gomes Caldeira de Oliveira Fontoura |
| 10 | Francisco de Albuquerque Melo                |
| 11 | Francisco Luís do Livramento                 |
| 12 | Francisco de Oliveira Camacho Júnior         |
| 13 | Francisco da Silva França                    |
| 14 | Jerônimo Coelho                              |
| 15 | João Francisco de Sousa Coutinho             |
| 16 | Joaquim Soares Coimbra                       |
| 17 | José Antônio Rodrigues Pereira               |
| 18 | José Joaquim Machado de Oliveira             |
| 19 | José Pereira Sarmento                        |
| 20 | José dos Santos Pereira                      |
| 21 | José da Silva Mafra                          |
| 22 | Manuel Paranhos da Silva Veloso              |
| 23 | Marcos Antônio da Silva Mafra                |
| 24 | Mariano Antônio Correia Borges               |
| 25 | Miguel Joaquim do Livramento                 |
| 26 | Miguel de Sousa Melo e Alvim                 |
| 27 | Polidoro do Amaral e Silva                   |
| 28 | Severo Amorim do Vale                        |
| 29 | Silvério Cândido de Faria                    |
| 30 | Tomás Silveira de Sousa                      |
| 31 | Vicente de Paulo de Oliveira Vilas-Boas      |